# Iwan Baschew
Iwan Christow Baschew (auch Ivan Hristov Bashev geschrieben, bulgarisch Иван Христов Башев; * 24. Februar 1916 in Sofia; † 13. Dezember 1971 im Witoschagebirge, Sofia) war ein bulgarischer Politiker.

## Biografie
Baschew, der von 1944 bis 1946 Chefredakteur der Tageszeitung „Narodna Mladezh“ war, trat 1946 der Bulgarischen Kommunistischen Partei (Българска комунистическа партия) bei. 1956 wurde er zunächst Vizeerziehungsminister und dann anschließend Vizeaußenminister.
Nach dem Sturz der Regierung von Anton Jugow und der stalinistisch und pro-chinesisch orientierten Fraktion in der BKP unter Wulko Tscherwenkow wurde er am 27. November 1962 als Nachfolger von Karlo Lukanow zum Außenminister in die Regierung von Ministerpräsident Todor Schiwkow berufen. 1962 wurde er auch zum Mitglied des Zentralkomitees (ZK) der BKP gewählt. Baschew behielt sein Amt auch nach der Kabinettsumbildung im März 1966 sowie nach dem Amtsantritt des neuen Ministerpräsidenten Stanko Todorow im Juli 1971.
Am 13. Dezember 1971 starb er bei einem Skiunfall im Witoschagebirge vor den Toren Sofias. Nach einem Bericht des Außenministeriums war er allein und wurde von einem plötzlichen Schneesturm eingeschlossen, ist bei einem Sturz offenbar verletzt worden, so dass er vor dem Auffinden durch die Bergwacht durch Erfrieren und Erschöpfung ums Leben kam. Nachfolger als Außenminister wurde Petar Mladenow.